# Kanton Commercy
Kanton Commercy (fr. Canton de Commercy) je francouzský kanton v departementu Meuse v regionu Grand Est. Tvoří ho 14 obcí. Před reformou kantonů 2014 ho tvořilo 19 obcí.

## Obce kantonu
od roku 2015:
- Boncourt-sur-Meuse
- Commercy
- Chonville-Malaumont
- Euville
- Frémeréville-sous-les-Côtes
- Geville
- Girauvoisin
- Grimaucourt-près-Sampigny
- Lérouville
- Mécrin
- Pont-sur-Meuse
- Saint-Julien-sous-les-Côtes
- Vadonville
- Vignot

před rokem 2015:
- Boncourt-sur-Meuse
- Chonville-Malaumont
- Commercy
- Cousances-lès-Triconville
- Dagonville
- Erneville-aux-Bois
- Euville
- Frémeréville-sous-les-Côtes
- Geville
- Girauvoisin
- Grimaucourt-près-Sampigny
- Lérouville
- Mécrin
- Nançois-le-Grand
- Pont-sur-Meuse
- Saint-Aubin-sur-Aire
- Saint-Julien-sous-les-Côtes
- Vadonville
- Vignot